# Matthieu Rosset
Pour les articles homonymes, voir Rosset.
Matthieu Rosset (né le 26 mai 1990 à Lyon) est un plongeur français. Plusieurs fois récompensé aux Championnats de France, il inaugure son palmarès international en 2011 en décrochant deux médailles de bronze aux Championnats d'Europe de plongeon. Aux championnats d'Europe de natation 2012, il complète son palmarès d'une nouvelle médaille de bronze mais surtout de deux médailles d'or à 3 mètres en individuel et en équipe mixte avec Audrey Labeau, qui lui permettent de se faire connaître sur la scène sportive européenne et française. Licencié à l'USOL Vaugneray, il s'entraîne au « Pôle France » de l'INSEP en région parisienne où il côtoie l'autre tête de file de cette équipe de France, Laura Marino. Il est sélectionné pour les J.O de Londres.

## Biographie
Né à Lyon, Matthieu Rosset commence le plongeon à 7 ans avant de s'inscrire au Lyon Plongeon Club. Il évolue depuis mars 2005 au club de l'USOL Vaugneray et s'entraîne à l'INSEP dans le cadre d'une formation en sport études. Son palmarès s’étoffe de nombreux titres de champion de France dans les catégories d'âge inférieures. À l'INSEP, l'entraîneur national Gilles Emptoz-Lacote l'associe en 2005 à Damien Cely, un ancien gymnaste, afin de former une paire dans les épreuves synchronisées, ce malgré d'importantes différences morphologiques.
En 2008, il honore une première sélection pour un championnat international à l'occasion de l'Euro disputé à Eindhoven. Il termine sixième en compagnie de Cely au tremplin synchronisé à 3 m. En milieu d'année, il se brise les deux talons en s'entraînant au trampoline dans le cadre des Championnats d'Europe juniors. En avril 2009, après une longue convalescence et une intense préparation physique pour retrouver son niveau, et malgré l'incendie de la piscine de l'INSEP, il termine au pied du podium de l'épreuve à 1 m des Championnats d'Europe organisés à Turin. Au cours de ce rendez-vous, il réalise une performance similaire avec Cely à 3 m, validant dès lors sa participation aux prochains Championnats du monde qu'accueillent Rome durant l'été. Il s'y contente d'une neuvième place en finale du plongeon synchronisé à 3 m.
En 2010, associé à Claire Febvay, il termine troisième d'une nouvelle épreuve mixte testée aux Championnats d'Europe, à Budapest, mais qui n'est pas décomptée au tableau des médailles. L'année suivante, il grimpe d'une place dans la hiérarchie continentale de cette épreuve aux côtés d'Audrey Labeau à Turin. Ces Championnats d'Europe 2011 lui permettent d'accéder pour la première fois de sa carrière aux podiums internationaux. Troisième sur tremplin à 1 m, il apporte à la France sa première médaille en championnat élite depuis les Championnats d'Europe 1999. Plus encore, il est le premier Français médaillé individuellement depuis Christian Piré, troisième à 3 m dans la même ville en 1954. Rosset réédite cette performance en compagnie de Damien Cely deux jours plus tard à 3 m en synchronisé.
En juin 2011, quelques semaines avant les Championnats du monde de Shanghai, il devient le premier Français lauréat d'un Grand Prix sur le circuit FINA. À Bolzano, Rosset s'impose à 3 m avant de reproduire pareille performance avec Cely à 3 m
Il remportera d'ailleurs plusieurs médailles d'or, d'argent et de bronze aux Grands Prix FINA durant sa carrière..
Puis de 2012 à 2015, il remportera 4 titres de champion d'Europe (3 en individuel et 1 en équipe) . Son titre de champion d' Europe à 3m en 2015 le qualifiera pour ses 2èmes JO , à RIO , en 2016.
En 2017, il décrochera son 5ème titre de Champion d'Europe, en équipe avec Laura MARINO et dans la foulée seront sacrés Champion du MONDE, décrochant ainsi la première médaille  mondiale de l'histoire du plongeon français.
En 2019, après deux ans d'arrêt, Matthieu Rosset se lance le défi inédit de se qualifier pour les JO de Tokyo sur 10 m.
En mai 2021, il réussit son pari et se qualifie pour les JO de Tokyo lors d'une épreuve de coupe du monde au Japonen se plaçant 13ème aux éliminatoires.
C'est le premier français de l'histoire à réaliser la performance de passer d'un tremplin de 3 m.à la plateforme de 10 m en étant spécialisé à 3 m.
Fin mai 2021, il ne parvient pas à se qualifier pour la finale des championnats d'Europe se disputant à Budapest. Il termine 10e sur 15 des qualifications sur 10 m.
En février 2022, il remporte le concours de plats sur la chaîne Youtube de Pierre Croce.

## Palmarès

### Palmarès international
| Année | Compétition           | Lieu           | Ind. | Ind. | Syn. | Mixte       |
| Année | Compétition           | Lieu           | 1 m  | 3 m  | 3 m  | Par équipes |
| ----- | --------------------- | -------------- | ---- | ---- | ---- | ----------- |
| 2008  | Championnats d'Europe | Eindhoven      | —    | —    | 6e   | —           |
| 2009  | Championnats d'Europe | Turin          | 4e   | 17e  | 4e   | —           |
| 2009  | Championnats du monde | Rome           | 23e  | 19e  | 9e   | —           |
| 2010  | Championnats d'Europe | Budapest       | 9e   | 13e  | 6e   | —           |
| 2011  | Championnats d'Europe | Turin          | 3e   | 4e   | 3e   | —           |
| 2011  | Championnats du monde | Shanghai       | 21e  | 7e   | 8e   | —           |
| 2012  | Championnats d'Europe | Eindhoven      | 3e   | 1er  | 4e   | 1er         |
| 2012  | Jeux olympiques       | Londres        |      | 15e  | —    | —           |
| 2013  | Championnats du monde | Barcelone      | 6e   | —    | —    | —           |
| 2014  | Championnats d'Europe | Berlin         | 3e   | —    | —    | —           |
| 2015  | Championnats d'Europe | Rostock        | 1er  | 1er  | —    | —           |
| 2015  | Championnats du monde | Kazan          | 10e  | 10e  | —    | 5e          |
| 2016  | Championnats d'Europe | Londres        | 5e   | 7e   | —    | 5e          |
| 2016  | Jeux olympiques       | Rio de Janeiro |      | 23e  | —    | —           |
| 2017  | Championnats d'Europe | Kiev           | 3e   | 4e   | 10e  | 1er         |
| 2017  | Championnats du monde | Budapest       | 15e  | 12e  | —    | 1er         |

2022 champion de plat Pierre Croce